# Леопольд Брауншвейг-Вольфенбюттельский
Максимилиан Юлий Леопольд Брауншвейг-Вольфенбюттельский (нем. Maximilian Julius Leopold von Braunschweig-Wolfenbüttel; 11 октября 1752, Вольфенбюттель — 27 апреля 1785, Франкфурт-на-Одере) — принц Брауншвейг-Вольфенбюттельский, генерал-майор прусской армии.

## Биография
Принц Леопольд — тринадцатый ребёнок в семье герцога Карла I Брауншвейг-Вольфенбюттельского и его супруги Филиппины Шарлотты Прусской, сестры короля Пруссии Фридриха II. Леопольда обучали известные деятели эпохи Просвещения: Иоганн Фридрих Вильгельм Иерузалем, Карл Кристиан Гертнер и Иоганн Арнольд Эберт. В 18 лет принц Леопольд вступил в брауншвейгскую масонскую ложу, в 1772 году был посвящён в рыцари ордена Святого Иоанна Иерусалимского. Принц выбрал военную карьеру и к 1776 году уже получил звание полковника. Фридрих II предложил племяннику командование пехотным полком во Франкфурте-на-Одере. В 1780 году полк под командованием принца Леопольда участвовал в спасении города от наводнения. Принц Леопольд был заботливым командиром. Для солдатских детей во Франкфурте-на-Одере по указанию принца Леопольда была построена школа. В 1782 году принц получил звание генерал-майора.
Принц Леопольд погиб в возрасте 32 лет, утонув во время наводнения 1785 года, когда пытался спасти жителей города. Похоронен в Брауншвейгском соборе.